# Parastenocaris palmerae
Parastenocaris palmerae är en kräftdjursart som beskrevs av J. W. Reid 1992. Parastenocaris palmerae ingår i släktet Parastenocaris och familjen Parastenocarididae. Inga underarter finns listade i Catalogue of Life.